# Phật giáo tại Bangladesh
Phật giáo chiếm khoảng 0,9% dân số Bangladesh. Khoảng 1,5 triệu người ở Bangladesh tuân thủ theo Phật giáo tại Bangladesh. Hơn 65% dân số theo đạo Phật tập trung ở khu vực Chittagong, nơi chủ yếu là người Rakhine, Chakma, Marma, Tanchangya, những nơi khác là người Jumma và Barua. 35% còn lại là Phật tử bản xứ. Các cộng đồng Phật giáo hiện diện ở các trung tâm đô thị của Bangladesh, đặc biệt là Dhaka.
Hiện nay, Phật giáo là tôn giáo lớn thứ ba tại Bangladesh, với khoảng 1,5 triệu tín đồ. Phần lớn người theo đạo Phật là người Marma, Chakma và Barua, sinh sống tại khu vực Chittagong Hill Tracts. Phật giáo từng là tôn giáo chủ đạo tại Bengal (nay là Bangladesh) từ thế kỷ thứ 8 đến thế kỷ thứ 12. Tuy nhiên, sau sự xâm lược của Hồi giáo, Phật giáo dần suy thoái.
Phật giáo có lịch sử lâu đời tại Bangladesh, bắt nguồn từ thế kỷ thứ 3 trước Công nguyên. Theo truyền thuyết, Đức Phật Thích Ca Mâu Ni đã từng đến thăm vùng Chittagong Hill Tracts của Bangladesh ngày nay để truyền bá giáo lý của mình và Ngài đã thành công trong việc chuyển đổi người dân địa phương sang Phật giáo.
Phật giáo từng là tôn giáo chủ đạo tại Bengal (vùng bao gồm Bangladesh và Tây Bengal của Ấn Độ) trong nhiều thế kỷ. Tuy nhiên, từ thế kỷ thứ 12, Phật giáo dần suy thoái do sự ảnh hưởng của Hồi giáo.

## Hình ảnh

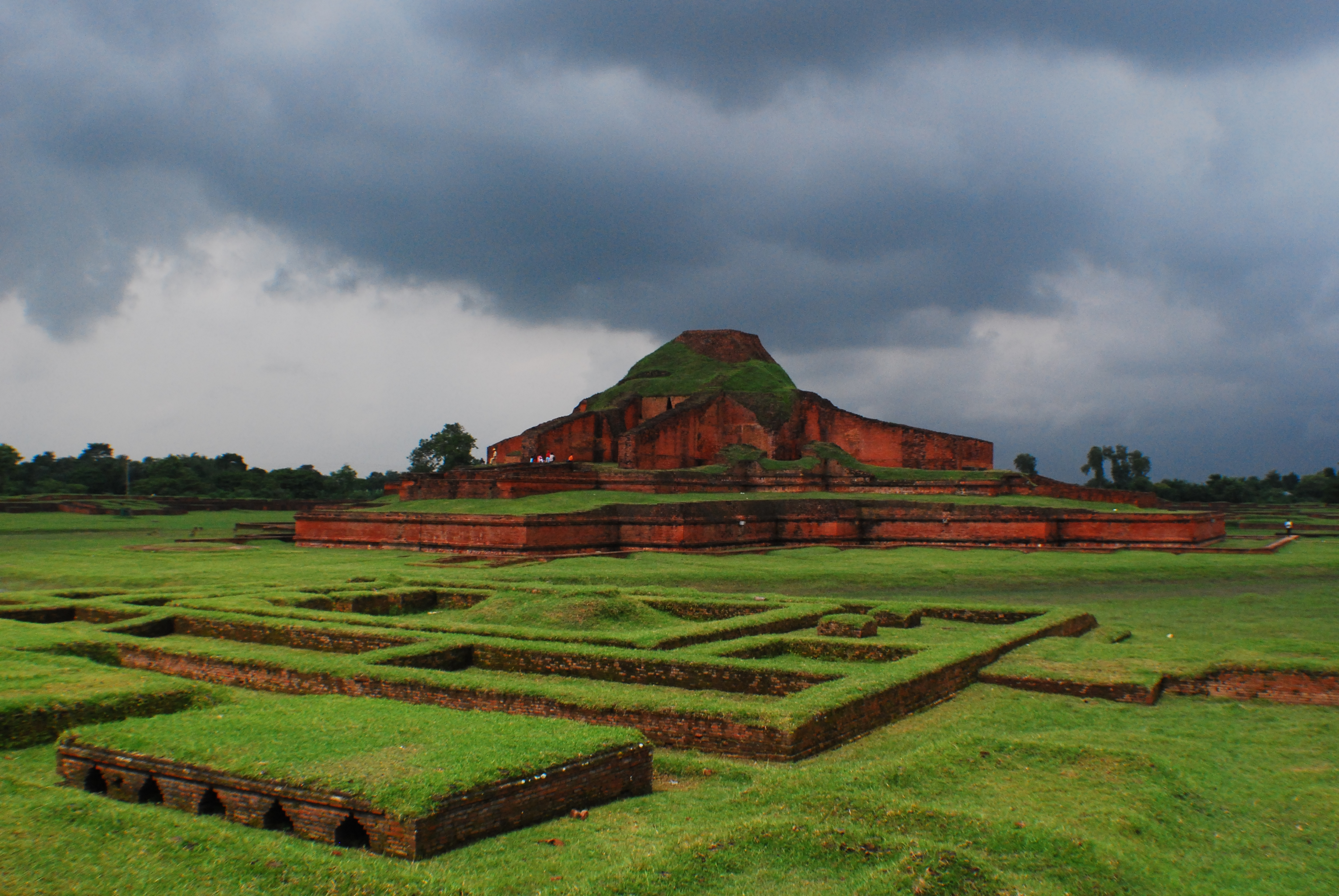
Khu phế tích Phật giáo Somapura Mahavihara
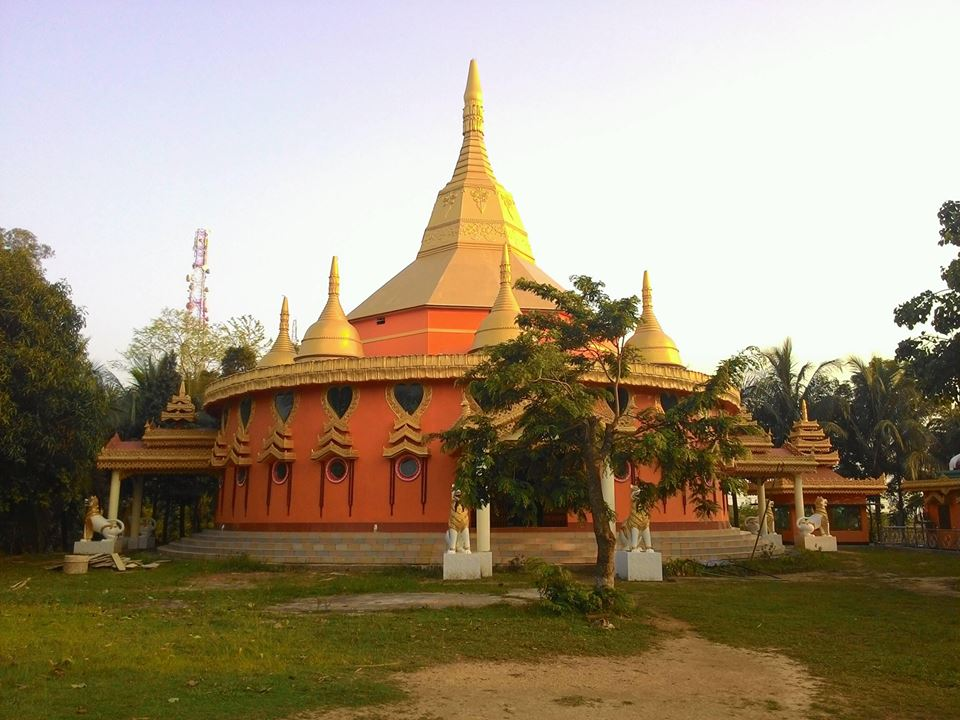
Một ngôi chùa Phật giáo Bangladesh